# Битва у зимовки Манаш (1836)
В феврале 1836 года начался открытый конфликт между ханом Джангиром и Исатаем Таймановым. 17 марта Джангир повелел Караул-ходже схватить и доставить в ханскую ставку Исатая. Караул-ходже удалось собрать отряд в 800 человек, а Исатай снял свои аулы с зимовок и собрал в большой лагерь. Начались переговоры, в ходе которых Исатай согласился отправиться к хану, но потребовал распустить отряд Караул-ходжи. Караул-ходжа сымитировал роспуск своего отряда, и сторонники Исатая разошлись по своим аулам, но вскоре получили сведения, что Караул-ходжа идёт к ним с отрядом и снова собрались в круговой лагерь. В результате в лагере сторонников Исатая оказалось около 500 человек, а в отряде Караул-ходжи 522 воина. 4 апреля отряд оказался в одном переходе от лагеря и вновь начались переговоры.

## Ход
Открыто отказавшись подчиниться Караул-ходже, Исатай вызвал недовольство со стороны хана и его наместников. Не собираясь платить долги и аренду, батыр всё больше получал поддержку от народа. С каждым днем количество его сторонников росло, что увеличивало напряжённость между сторонами.
Конфликт достиг апогея в марте 1836 года, когда Джангир решил покончить с очагом восстания Исатая и его батыров. Караул-ходжа, собрав отряд из 500 человек (по другим данным 522 или 800 человек), двинулся к аулам Исатая, решив раз и навсегда разрешить ситуацию.
Однако Исатай знал о его приближении и выдвинулся им на встречу со свои отрядом в 200 человек. Исатай же предложил устроить поединки, предлагая по пять смельчаков с каждой стороны. Этот средневековый рыцарский способ разрешения конфликта не пришёлся по душе Караул-ходже. Ему было уже за 60. Он был стар и слаб, а в его отряде не было достойных противников для батыра и его джигитов. 
Тем не менее отряд Караул-ходжи блокировал лагерь сторонников Исатая в течение пяти дней, и у Исатая начал кончаться фураж для животных. Тогда 200 джигитов под руководством Исатая снова выехали к лагерю Караул-ходжи, чем произвели замешательство и напугали старшин Караул-ходжи. Тот послал в ставку хана посыльного с письмом, в котором признавал, что, несмотря на численное превосходство, не может изловить в степи 200 вооружённых людей и просил указаний о дальнейших действиях. Исатай и его сторонники не стали ждать ответа хана, сняли лагерь и ушли в степь.
После этих событий Тайманова, стали воспринимать как вождя восстания.